# Britannia
För andra betydelser, se Britannia (olika betydelser).

Britannia

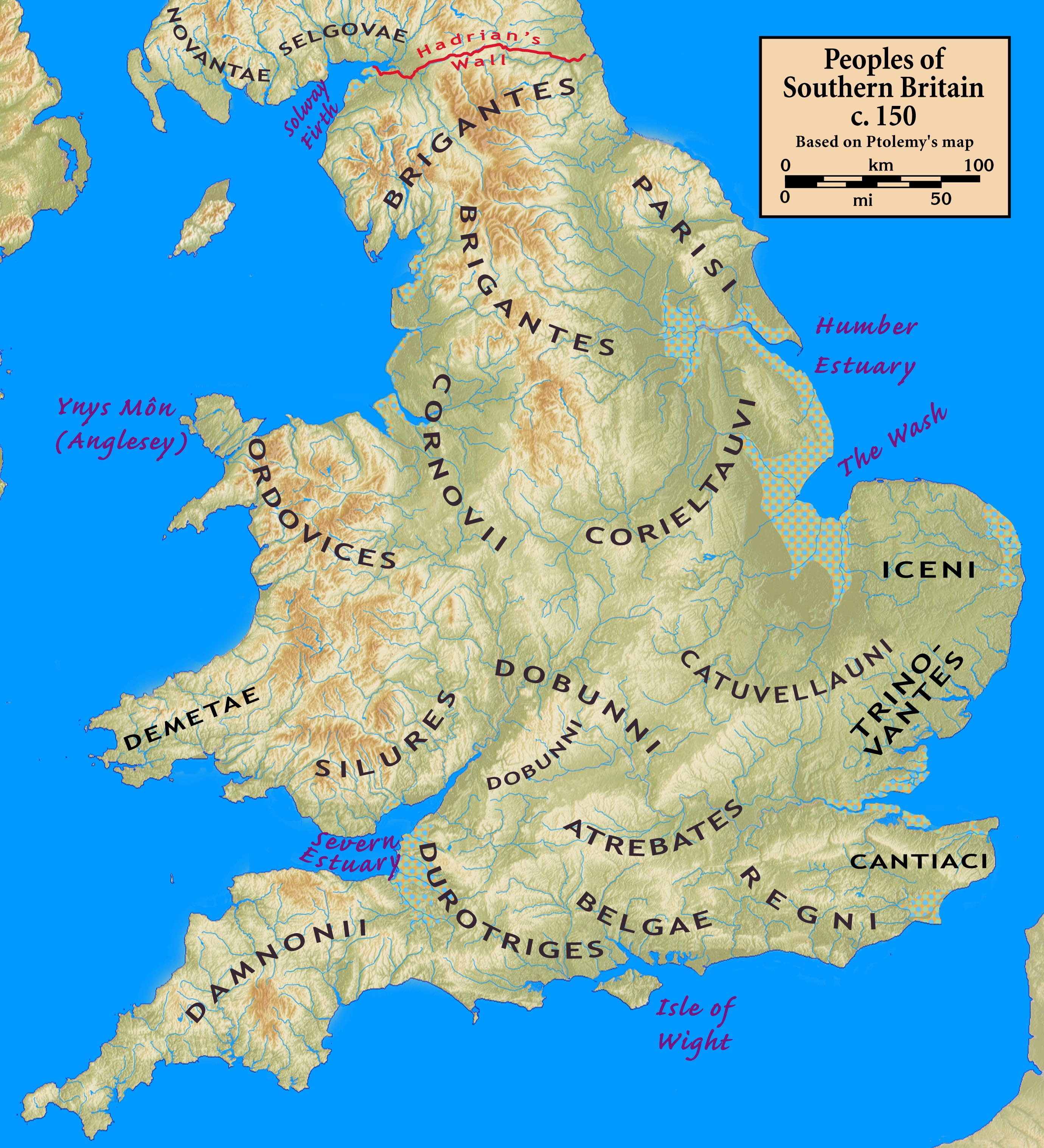
Folkstammar i Britannia cirka år 150 e.Kr. huvuddelen är britanner, men i söder finns också inflyttade belgier från kontinenten.

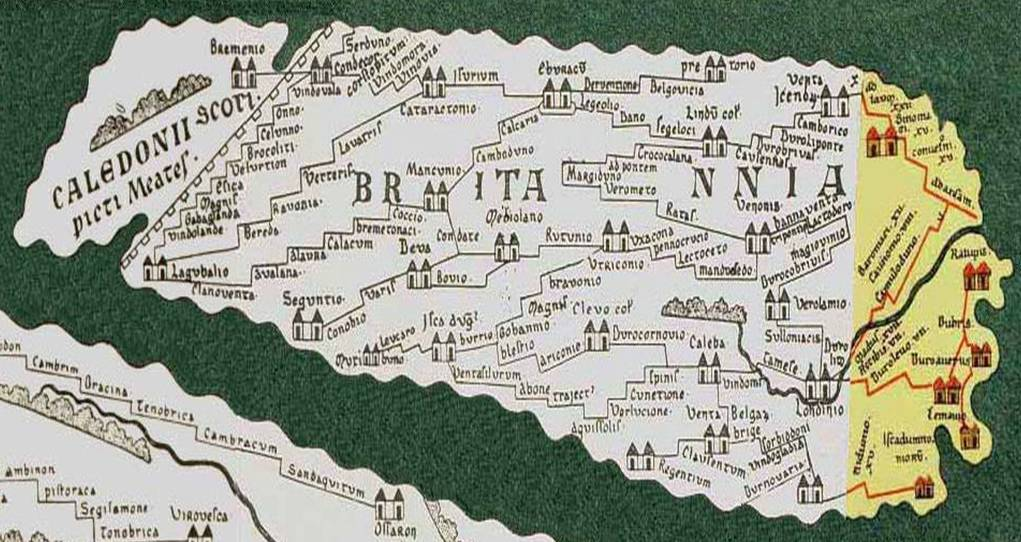
Britannia på Tabula Peutingeriana. Den svartvita delen av kartan är en rekonstruktion från sent 1800-tal.

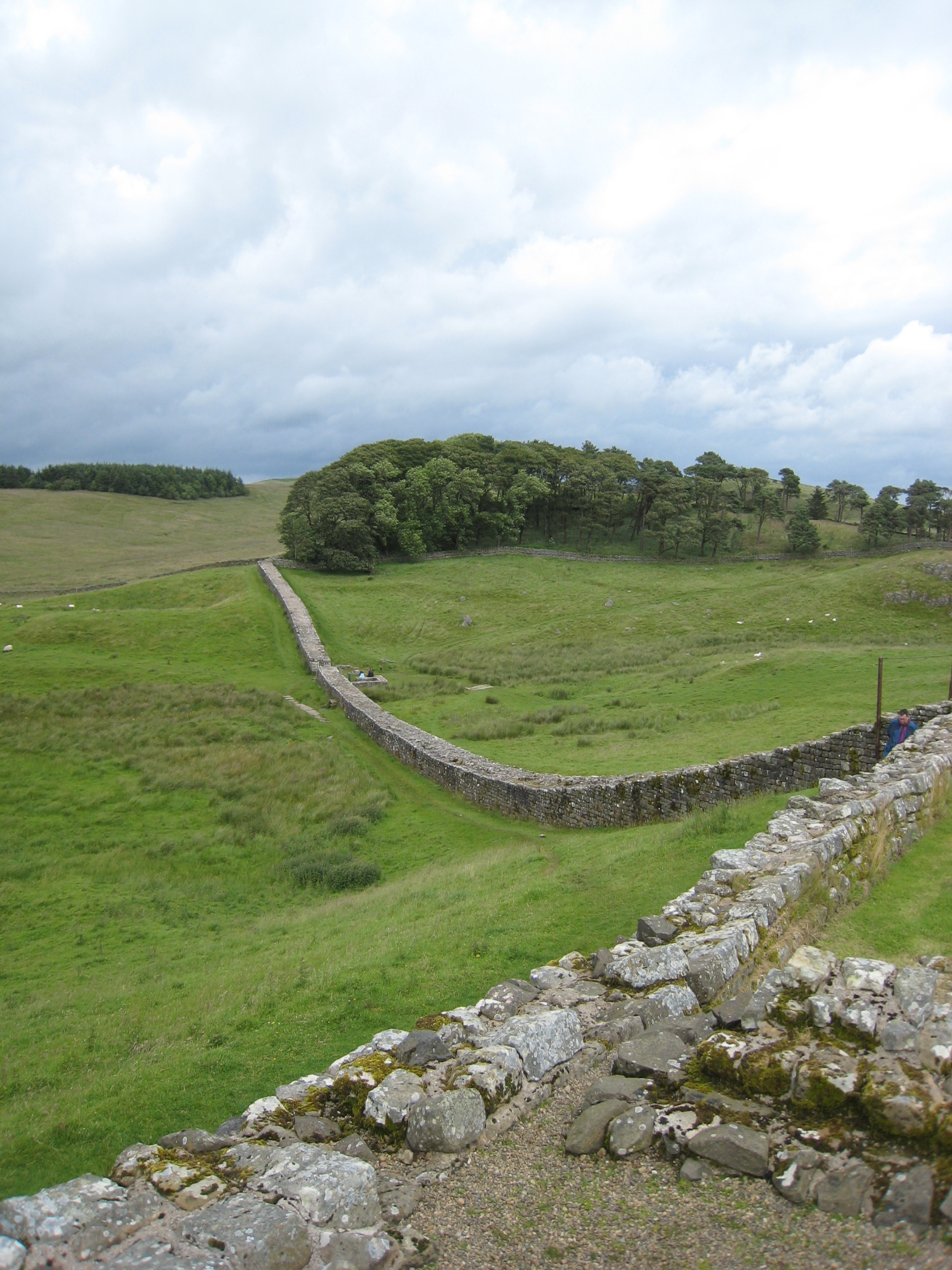
Hadrianus mur i norra England.

Britannia (latin) var romarnas namn på den södra delen av ön Storbritannien, det vill säga det moderna England och Wales. Namnet förekommer dock första gången redan hos greken Pytheas 325 f.Kr. i verket Om havet, där det benämnes Prettanike. Vid tiden för den romerska invasionen beboddes området främst av den keltiska folkstammen britanner. 
Romarnas namn för Skottland var Caledonia och ön Irland kallade de Hibernia.

## Historia
Julius Caesar invaderade Britannien 55 och 54 f.Kr. som en del av de galliska krigen som romarna förde på kontinenten. 
Enligt Caesar hade britannerna blivit kulturellt assimilerade av andra keltiska grupper under förromersk järnålder och stödde Roms fiender. Caesar mottog tributer, installerade en vänligt sinnad kung över trinovanterna och återvände till Gallien. År 43 e.Kr. gav kejsar Claudius  order om att fyra legioner skulle invadera Britannien. Romarna organiserade det erövrade området som (latin: Provincia Britannia). 
På 100-talet under kejsarna Hadrianus och Antoninus Pius byggdes två murar för att försvara Britannia från pikterna och skoterna i Kaledonien. Omkring år 197 e.Kr. delades Britannia i två provinser, Britannia Superior och Britannia Inferior.
I slutet av 200-talet delades Britannia i fyra provinser, under en vicarius som styrde Dioecesis Britanniae. En femte britannisk provins, Valentia, omnämns i källorna från slutet av 300-talet. Under det romerska Britanniens senare perioder utsattes provinserna för germanska invasioner och blev ofta styrda av romerska usurpatorer. Den romerska armén och förvaltningen lämnade slutligen Britannien omkring år 410.

## Städer i Britannia
De viktigaste städerna eller samhällena var:
| Latinskt namn     | Modernt namn |
| Aluana            | Alcester     |
| Aquae Sulis       | Bath         |
| Camulodonum       | Colchester   |
| Corinium          | Cirencester  |
| Deva              | Chester      |
| Durnovaria        | Dorchester   |
| Durovernum        | Canterbury   |
| Eboracum          | York         |
| Glevum            | Gloucester   |
| Isca Dumnoniorum  | Exeter       |
| Lactodorum        | Towcester    |
| Lindum Colonia    | Lincoln      |
| Londinium         | London       |
| Mamucium          | Manchester   |
| Moridunum         | Carmarthen   |
| Noviomagus        | Chichester   |
| Portus Dubris     | Dover        |
| Ratae Coritanorum | Leicester    |
| Venta Belgarum    | Winchester   |
| Venta Silurum     | Caerwent     |
| Verulamium        | St Albans    |